# Rainer Bonhof
Rainer Bonhof (Emmerich am Rhein, 29 de març de 1952) és un exfutbolista alemany de la dècada de 1970 i posteriorment entrenador de futbol.

## Trajectòria esportiva
Pel que fa a clubs, Bonhof formà part del gran Borussia Mönchengladbach de la dècada de 1970, que guanyà quatre lligues alemanyes, una copa i una copa de la UEFA. Fou el campió del Món més jove de la selecció alemanya de 1974. Bonhof assistí Gerd Müller en el gol de la victòria alemany. També participà en el Mundial de 1978. Fou campió de l'Eurocopa els any 1972 i 1980 i finalista el 1976. El 1978 fou traspassat al València CF on en dues temporades guanyà una Copa del Rei i una Recopa d'Europa com a títols més destacats. Posteriorment jugà al Colònia i al Hertha BSC de Berlín.
A continuació esdevingué entrenador. Dirigí diversos clubs i seleccions, entre ells el Borussia Mönchengladbach i la selecció alemanya com a ajudant del primer entrenador.
L'11 de febrer de 2009 fou nomenat vicepresident del Borussia Mönchengladbach.

## Palmarès
VfL Borussia Mönchengladbach
- Lliga alemanya de futbol: 4
  - 1971, 1975, 1976, 1977
- Copa alemanya de futbol: 1
  - 1973
- Copa de la UEFA: 1
  - 1975

València CF
- Copa del Rei de futbol: 1
  - 1979
- Recopa d'Europa de futbol: 1
  - 1980
- Supercopa d'Europa de futbol: 1
  - 1980

Alemanya Occidental
- Copa del Món de futbol: 1
  - 1974
- Eurocopa de futbol: 2
  - 1972, 1980